# Vampyre Erotica
Vampyre Erotica  è un album del gruppo musicale inglese Inkubus Sukkubus, realizzato nel 1997 con l'etichetta Resurration Records.

## Temi
Come tutti i dischi realizzati dal gruppo britannico, vengono trattati temi inerenti al neopaganesimo e al genere horror in generale.

## Tracce
Tutte le tracce sono state scritte da Candia Ridley e Tony McKormack
1. "Heart of Lilith" – 3:22
2. "Woman to Hare" – 3:54
3. "Hail the Holly King" – 4:40
4. "Wake of the Christian Knights" – 4:38
5. "Paint It, Black Rolling Stones cover" – 3:19
6. "All Along the Crooked Way" – 4:54
7. "The Witch of Berkeley" – 4:40
8. "Danse Vampyr" – 4:09
9. "Vampyre Erotica" – 4:49
10. "Wild Hunt" – 5:27
11. "Sweet Morpheus" – 6:03
12. "Hell-Fire" – 3:54
13. "Whore of Babylon (strumentale)" – 5:35